# ひとよ、汝がつみの
ひとよ、汝がつみの（ひとよながつみの、O Mensch, bewein dein Sünde groß）は有名な受難コラールの一つである。
歌詞は1530年に、ニュルンベルクの聖セバルドゥス教会のカントルであり、付属学校の校長であったゼーバルト・ハイデンによって作詞された。もとは福音書の受難物語を網羅するため23番までの歌詞を有する長編詩である。
旋律は1525年に、ストラスブール大聖堂のカントルだったマティアス・グライターにより作曲され、ウォルフガング・ケッペル（カピト）編のストラスブールの聖歌集に、詩篇119篇のドイツ語訳詩篇歌として現れたのが最初である。その後、ハイデンの歌詞の旋律として、1537年ストラスブールの聖歌集に、1540年コンスタンツ（出版はチューリッヒ）の聖歌集に収録された。ストラスブールの聖歌集は歌詞のみの掲載ながら、冒頭にこの曲を含む3種類の旋律の指示が記されており、1557年のプファルツ選帝侯領ノイブルク・アン・デア・ドナウの聖歌集において、この曲の楽譜と一緒に掲載された。
ヨハン・ゼバスティアン・バッハは4声コラール集BWV 402、コラール前奏曲BWV622「おお人よ、汝の罪の大いなるを嘆け」とマタイ受難曲に用いている。
同じ旋律で歌われた歌詞には、1539年にストラスブールで出版されたフランス語の詩篇歌36：Du méchant le train déréglé、1647年にパウル・ゲルハルトが改編したO Mensch beweine deine Sünd、1706年のフライリングハウゼン讃美歌集ではAch lieber mensch, erkenne rechtでも知られる。

## 所収
- 讃美歌第二編99番「ひとよ、汝がつみの」（深津文雄訳詩）